# Bulbophyllum plumosum
Espèce
Synonymes
- Bulbophyllum lundianum Rchb.f. & Warm.[2]
- Didactyle plumosa Barb.Rodr.[1]
- Phyllorchis lundiana (Rchb. f. & Warm.) Kuntze[1]
- Phyllorkis lundiana (Rchb.f. & Warm.) Kuntze[1]

Bulbophyllum plumosum est une espèce d'orchidées du genre Bulbophyllum.